# جارد اینگرسول
جارد اینگرسول (Jared Ingersoll) (زادهٔ ۲۴ اکتبر ۱۷۴۹ – درگذشتهٔ ۳۱ اکتبر ۱۸۲۲)، از پدران بنیان‌گذار، وکیل و سیاستمدار آمریکایی اهل فیلادلفیا، پنسیلوانیا بود. او نمایندهٔ کنگرهٔ قاره‌ای و یکی از امضاءکنندگان قانون اساسی ایالات متحده بود. او به عنوان معاون دوایت کلینتون در انتخابات ریاست جمهوری ۱۸۱۲ خدمت کرد، اما کلینتون و اینگرسول توسط جیمز مدیسون و البریج جری شکست خوردند.
اینگرسول در نیوهیون، کانکتیکات به‌دنیا آمد. او یک شغل حقوقی را در فیلادلفیا، پس از فارغ‌التحصیلی از کالج ییل ایجاد کرد. او پسر جارد اینگرسول سنیور، مقام استعماری بریتانیا، بود. اینگرسول برای اجتناب از درگیری‌های سیاسی فزاینده میان بریتانیا و سیزده سرزمین استعماری، از ۱۷۷۳ تا ۱۷۷۶ در اروپا زندگی کرد. در ۱۷۷۸، اینگرسول که خود را متعهد به استقلال آمریکا کرده بود، به فیلادلفیا برگشت و در انتخابات کنگرهٔ قاره‌ای، پیروز شد. اینگرسول به نیاز به وجود یک دولت ملی قوی‌تر از آنچه در مفاد کنفدراسیون ارائه شده بود، متقاعد شد. او در کنوانسیون ۱۷۸۷ فیلادلفیا، نماینده بود. اگرچه او در ابتدا به دنبال اصلاحیه‌هایی برای اصول کنفدراسیون بود، اما در نهایت از قانون اساسی جدید که توسط کنوانسیون تهیه شده بود حمایت کرد.
او از ۱۷۹۱ تا ۱۸۰۰ و از ۱۸۱۱ تا ۱۸۱۶ به عنوان دادستان کل پنسیلوانیا خدمت کرد. او همچنین به عنوان دادستان ایالات متحده در پنسیلوانیا و به عنوان وکیل شهر فیلادلفیا خدمت نمود. او در مورد پرونده‌های چیشلم علیه جورجیا و هیلتون علیه ایالات متحده، دو مورد از اولین پرونده‌هایی که در دادگاه عالی ایالات متحده مطرح شدند، سر و کله زد.
اینگرسول به حزب فدرالیست وابسته بود و به شدت از پیروزی توماس جفرسون در انتخابات ریاست جمهوری ۱۸۰۰ ناراحت شد. در ۱۸۱۲، در حزب دموکرات-جمهوری‌خواه برای انتخاب میان رئیس‌جمهور مدیسون و کلینتون، شکاف ایجاد شد. طرفداران دولت فدرال تصمیم گرفتند از کلینتون و اینگرسول، به امید شکست رئیس‌جمهور فعلی حمایت کنند. مدیسون در انتخابات پیروز شد. در استان اینگرسول یعنی پنسیلوانیا نیز پیروز شد.

## زندگی و حرفه
جارد اینگرسول از حامیان آرمان انقلابی بود. آموزش او به عنوان یک وکیل او را متقاعد کرد که مشکلات استان‌های تازه استقلال یافته، ناشی از نارسایی اصول کنفدراسیون است. او یکی از مدافعان اولیه و سرسخت اصلاحات قانون اساسی شد، هرچند که مانند تعدادی از همکارانش در کنوانسیون قانون اساسی، معتقد بود که این اصلاح با یک بازنگری ساده در اصول آن، به دست می‌آید. پس از چند هفته بحث، او متوجه ضرورت یک سند جدید شد. سهم عمده او در امر حکومت، قانون اساسی در جریان کنوانسیون نبود. بلکه بعدها در طول یک حرفه حقوقی طولانی و برجسته بود. زمانی که او به تعریف بسیاری از اصول اعلام شده در فیلادلفیا، کمک کرد.

### اوایل زندگی
اینگرسول در نیوهیون، کانکتیکات به‌دنیا آمد. او پسر جارد اینگرسول سنیور، یک مقام برجسته بریتانیایی بود که احساسات شدید وفاداری‌اش باعث می‌شد که، میهن‌پرستان رادیکال روی او قیر بریزند و پر (نوعی شکنجه) بچسبانند. در ۱۷۶۵، سالی که قانون تمبر بر آمریکای استعماری تحمیل شد، پادشاهی بریتانیا جارد اینگرسول سنیور را به عنوان استاد تمبر و به عنوان مأمور استعمار در لندن، برای مستعمره کانکتیکات، منصوب شد. بعد از گذشت چند ماه، خصومت‌ها بر سر قانون تمبر افزایش یافت و اینگرسول به منفورترین مرد سرزمین‌های استعماری تبدیل شد. میان ۲۱ و ۲۹ اوت ۱۷۶۵، پسران آزادی، امثال او را در نقاط مختلف سرزمین‌های استعماری، به دار آویختند. او گزارشی از سخنرانی ایزاک بار در جریان بحث پارلمانی دربارهٔ قانون تمبر به فرماندارِ کانکتیکات، توماس فیچ نوشت. او بعدها درگیر نقشی بحث‌برانگیز به عنوان عاملی که قانون تمبر را در کانکتیکات اجرا کرد، شد.
اینگرسول جوان، در ۱۷۶۲ مدرسه گرامر هاپکینز را در نیوهیون به پایان رساند، در ۱۷۶۶ از کالج ییل فارغ‌التحصیل شد، در فیلادلفیا حقوق خواند و در ۱۷۷۳ در کانون وکلای پنسیلوانیا پذیرفته شد. با آموزش و تمایلات یک هوادار میهن‌پرست، اینگرسول جوان در همان ابتدا به دلیل احساس قوی وفاداری شخصی به پدر برجسته‌اش، از این هدف دوری کرد. به توصیه پدرش، او با بازنشستگی، برای ادامه تحصیل در حقوق به لندن و مدرسه تمپل میدل (۱۷۷۳–۱۷۷۶) رفت و به‌طور گسترده در اروپا به دنبال این بود که از جنجال‌های سیاسی فزاینده در خانه فرار کند. او بیش از هجده ماه را در پاریس گذراند و در آنجا با بنجامین فرانکلین آشنا شد.

### انقلاب آمریکا
مدت کوتاهی پس از اینکه سرزمین‌های استعماری، استقلال خود را اعلام کردند، اینگرسول از نظرات خانواده خود چشم پوشی کرد، تعهد شخصی خود را به آرمان استقلال ارائه داد و به خانه برگشت. در ۱۷۷۸ او به عنوان یک میهن‌پرست تأیید شده وارد فیلادلفیا شد. به کمک دوستان بانفوذش، به سرعت یک قانون شکوفایی ایجاد کرد و اندکی پس از آن به عنوان نماینده کنگرهٔ قاره‌ای (۱۷۸۰–۱۷۸۱) وارد نزاع شد. در ۱۷۸۱ اینگرسول با الیزابت پتیت ازدواج کرد و در همان سال به عضویت انجمن فلسفه آمریکا انتخاب شد. او همیشه حامی اقتدار مرکزی قوی در امور سیاسی بود و به یک تحریک‌کننده پیشرو برای اصلاح دولت ملی در سال‌های پس از جنگ تبدیل شد و برای دوستان خود در کنگره و جامعهٔ حقوقی، نیاز به تغییر را هشدار می‌داد.
در این کنوانسیون، اینگرسول از جمله کسانی بود که طرفدار تجدید نظر در اصول فعلی کنفدراسیون بودند، اما در نهایت از طرحی برای دولت فدرال جدید حمایت کرد و به اکثریت پیوست. علی‌رغم شهرت ملی خود به عنوان وکیل، اینگرسول به ندرت در بحث‌های کنوانسیون شرکت می‌کرد، هرچند که در تمامی جلسات حضور داشت.

### حرفه پس از کنوانسیون قانون اساسی
هنگامی که دولت ملی جدید ایجاد شد، اینگرسول به حرفهٔ حقوق برگشت. به جز چند تغییر موقعیت تا به سیاست او عضو شورای مشترک فیلادلفیا (۱۷۸۹) بود و به عنوان یک فدرالیست سرسخت، انتخاب توماس جفرسون در ۱۸۰۰ را یک «خرابکاری بزرگ» می‌دانست. تلاش او در ۱۸۱۲ برای معاونت رئیس‌جمهور در میان فدرالیست‌ها ناموفق بود. حرفهٔ عمومی او بر روی امور حقوقی متمرکز بود. او به عنوان دادستان کل پنسیلوانیا (۱۷۹۰–۱۷۹۹ و ۱۸۱۱–۱۸۱۷) خدمت کرد و به‌عنوان وکیل شهر فیلادلفیا (۱۷۹۸–۱۸۰۱) نیز خدمت نمود. همچنین بحث دادستان منطقه ای ایالات متحده برای پنسیلوانیا (۱۸۰۰–۱۸۰۱) و برای یک دوره کوتاه (۱۸۲۱–۱۸۲۲) بر کرسی ریاست دادگاه منطقه فیلادلفیا نشست.
سهم عمده اینگرسول در امر حکومت قانون اساسی در طول کنوانسیون نبود، بلکه بعدها در طول یک حرفه حقوقی طولانی و برجسته بود، زمانی که او به تعریف بسیاری از اصول اعلام شده در فیلادلفیا کمک کرد. او از طریق چندین پرونده دادگاه عالی که نکات اساسی مختلفی را در قانون اساسی در آغاز جمهوری جدید تعریف کرد، به روند قانون اساسی کمک کرد. در یک پرونده قطعی، او وکالت جورجیا را در چیشلم علیه جورجیا (۱۷۹۳) که یک پرونده برجسته در حقوق استان‌ها بود، انجام داد. در اینجا دادگاه علیه او تصمیم گرفت و حکم داد که یک استان ممکن است توسط یک شهروند از استان دیگر در دادگاه فدرال مورد تعقیب قضایی قرار بگیرد. این تغییر مفهوم حاکمیت استان بعدها با یازدهمین متمم قانون اساسی لغو شد. در وکالت هیلتون در پروندهٔ هیلتون علیه ایالات متحده (۱۷۹۶)، اینگرسول همچنین در اولین چالش قانونی برای مطابق قانون اساسی بودن یک قانون کنگره، شرکت داشت. در این مورد، دادگاه عالی، حق دولت برای وضع مالیات بر کالسکه را تأیید کرد. اینگرسول همچنین به عنوان وکیل در پرونده‌های مختلفی خدمت کرد که به روشن شدن مسائل مربوط به قانون اساسی در مورد صلاحیت دادگاه‌های فدرال و روابط ایالات متحده با سایر کشورهای مستقل، از جمله دفاع از سناتور ویلیام بلونت از تنسی در برابر استیضاح، کمک کرد.

## وفات و میراث
جارد اینگرسول در ۷۳ سالگی در فیلادلفیا درگذشت. دفن او در قبرستان کلیسای الد پاین استریت، خیابان چهارم و پاین انجام شد. از اینگرسول سه پسر به یادگار ماند. دو تن از پسرانش، چارلز جارد اینگرسول و جوزف رید اینگرسول به عنوان اعضای مجلس نمایندگان ایالات متحده از پنسیلوانیا خدمت کردند. خیابان اینگرسول در مدیسون، ویسکانسین و کشتی لیبرتی اس اس جارد اینگرسول، به نام او نام‌گذاری شده‌اند.